# Luigi Rossini

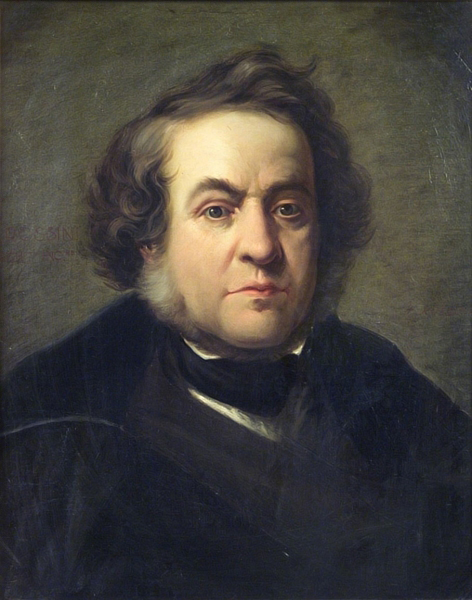
Porträt des Luigi Rossini

Luigi Rossini (* 15. Dezember 1790 in Ravenna; † 22. April 1857 in Rom) war ein italienischer Künstler, der hauptsächlich durch seine Radierungen antiker römischer Architektur bekannt ist.

## Leben und Werk
Rossini wurde in Ravenna geboren; er war, wie er selbst in seiner Autobiographie schreibt, ein Vetter des Komponisten Gioachino Rossini. Er studierte an der Akademie von Bologna bei Antonio Giuseppe Basoli und Giovanni Antonio Antolini und machte 1813 seinen Abschluss als Architekt und Maler. Bereits 1812 war er bei Ausgrabungen am Vespasianstempel im Forum Romanum zugegen und hatte eine Zeichnung angefertigt, die im Jahr 1910 der Lagebestimmung für das abgetragener Gebäude der Kirche der Heiligen Sergius und Bacchus diente.
Wie sein Vorgänger Giovanni Battista Piranesi konzentrierte sich Rossini auf noch vorhandene antike römische Architektur und auf Ausgrabungen in Rom und der Umgebung der Stadt; er gab in außerordentlich feinem Detail die klassische Architektur von Rom und Latium wieder. Anders als Piranesi stellte er in seinen Radierungen die römischen Ruinen häufiger in bukolische Umrahmungen. Seine Bilder architektonischer Meisterwerke des alten Rom, darunter das Pantheon, das Kolosseum, die Appische Straße, das Templum Pacis (Friedenstempel) und das Goldene Haus des Nero, haben Architekten, Künstler, Schriftsteller und andere Bewunderer römischer Kultur bis heute in hohem Maß beeinflusst.
Seine erste Serie von Veduten wurde 1814 veröffentlicht. Seine Serie der „Römischen Altertümer“ (Antichità romane) begann er im Jahr 1819; dazu erstellte er 101 große Folio-Tafeln, die 1825 in Rom veröffentlicht wurden.

## Kunsthistorische Würdigung
John Wilton-Ely spricht in seinem Buch über G. B. Piranesi von L. Rossini als „Piranesis namhaftestem Nachfolger“.
Roman Hollenstein bezeichnet Rossini (im Feuilleton der Neuen Zürcher Zeitung) anlässlich der ihm gewidmeten Ausstellung im m.a.x. museo in Chiasso (2014) als den „bedeutendsten römischen Kupferstecher in der Nachfolge von Giovanni Battista Piranesi.“

## Radierungen Rossinis: Ansichten aus Latium

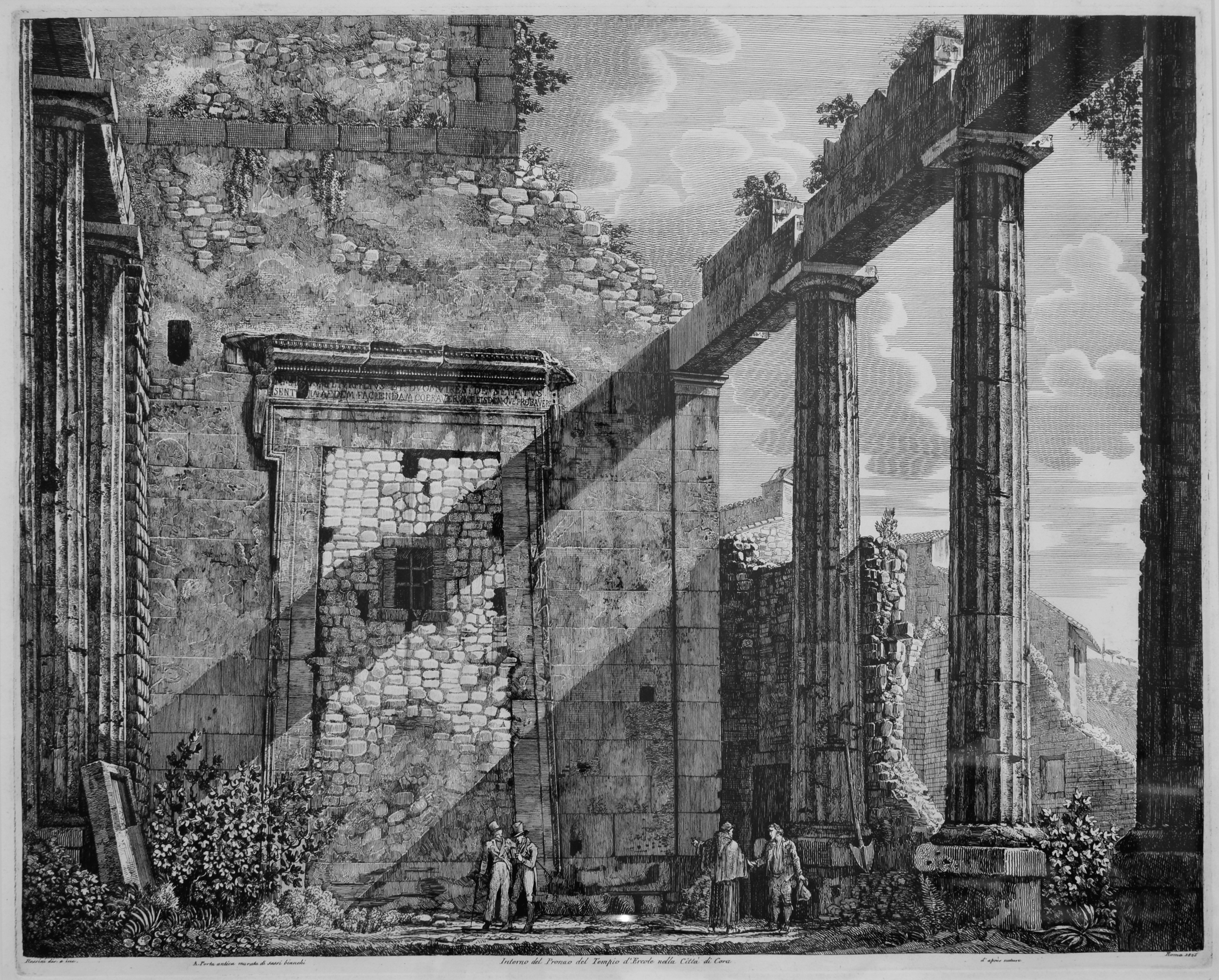
Inneres des Herkulestempels zu Cori
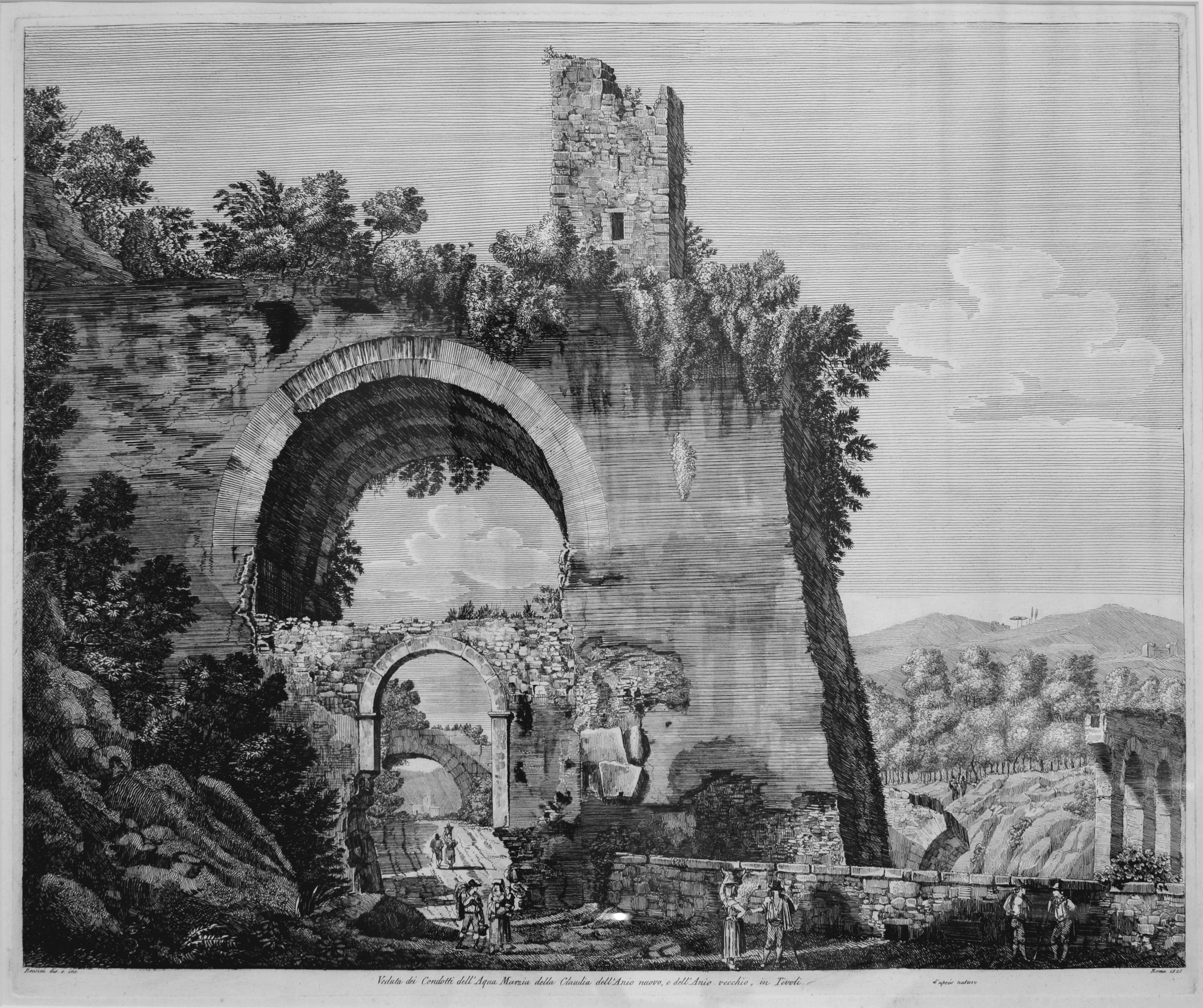
Aquädukte bei Tivoli
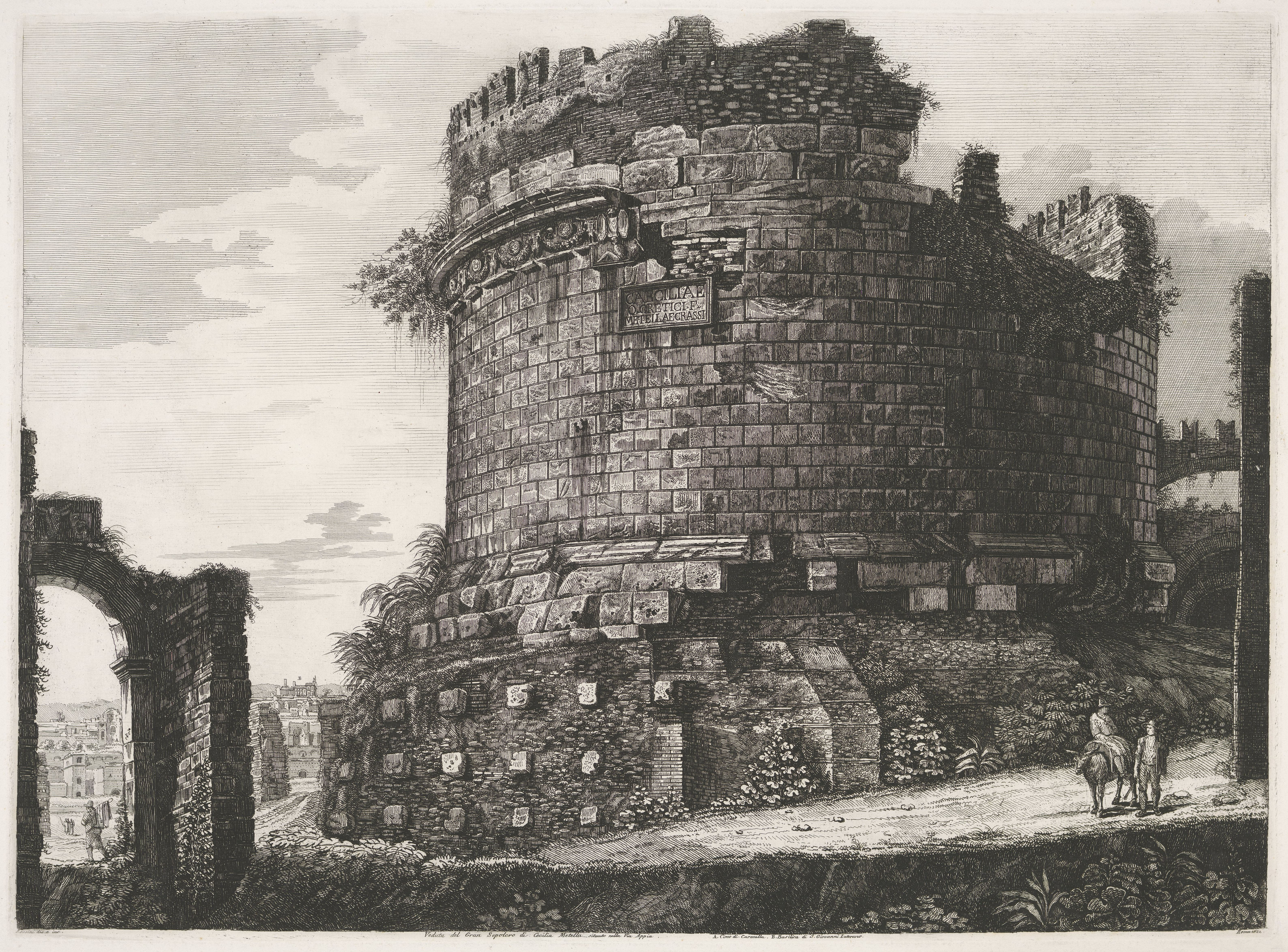
Grabmal der Caecilia Metella an der Via Appia